# 1920 na política

## Eventos
- 10 de janeiro - Entra em vigor o Tratado de Versalhes para solucionar os problemas surgidos na guerra 1914-1918.
- 15 de janeiro- Nomeado, em Portugal, chefe de governo Francisco Fernandes Costa, que não chega a tomar posse. Alfredo de Sá Cardoso é reconduzido no cargo.
- 8 de março- Tomada de posse do governo português chefiado por António Maria Baptista que dirigiria o país até 6 de Junho.
- 12 de outubro - Assinado armistício polaco-russo.

## Governo

### Espanha
- Eduardo Dato e Iradier substitui Manuel Allendesalazar Muñoz como presidente do governo de Espanha.

### Portugal
- 21 de janeiro - Domingos Pereira substitui José Relvas como presidente do Ministério (primeiro-ministro) de Portugal.
- 8 de março - António Maria Baptista substitui Domingos Pereira como presidente do Ministério (primeiro-ministro) de Portugal.
- 6 de junho - José Ramos Preto substitui António Maria Baptista como presidente do Ministério (primeiro-ministro) de Portugal.
- 26 de junho - António Maria da Silva substitui José Ramos Preto como presidente do Ministério (primeiro-ministro) de Portugal.
- 19 de julho - António Granjo substitui António Maria da Silva como presidente do Ministério (primeiro-ministro) de Portugal.
- 20 de novembro - Álvaro de Castro substitui António Granjo como presidente do Ministério (primeiro-ministro) de Portugal.
- 30 de novembro - Liberato Pinto substitui Álvaro de Castro como presidente do Ministério (primeiro-ministro) de Portugal.

## Nascimentos
| Data          | Nome                       | Profissão                                                              | Nacionalidade          | Observações | Ref   |
| ------------- | -------------------------- | ---------------------------------------------------------------------- | ---------------------- | ----------- | ----- |
| 11 de janeiro | Jarbas Passarinho          | militar e político                                                     | Brasil                 |             |       |
| 19 de janeiro | Roberto Marcelo Levingston | presidente da Argentina de 1970 a 1971                                 | Argentina              |             |       |
| 3 de março    | Blota Júnior               | advogado, radialista, apresentador de TV e político                    | Brasil                 | m. 1999     |       |
| 5 de março    | Juan José Torres Gonzáles  | presidente da Bolívia de 1970 a 1971                                   | Bolívia                | m. 1976     |       |
| 17 de março   | Sheikh Mujibur Rahman      | presidente do Bangladesh de 1971 a 1972 e em 1975                      | Paquistão (Bangladesh) | m. 1975     |       |
| 15 de abril   | Richard von Weizsäcker     | político alemão e presidente da Alemanha de 1984 a 1994                | Alemanha               |             | [ 1 ] |
| 16 de junho   | José López Portillo        | presidente do México de 1976 a 1982                                    | México                 | m. 2004     |       |
| 20 de junho   | Eduardo Mondlane           | primeiro presidente da FRELIMO                                         | Moçambique             | m. 1969     |       |
| 20 de outubro | Janet Jagan                | presidente da Guiana de 1997 a 1999                                    | Estados Unidos         | m. 2009     |       |
| 8 de novembro | Jorge Pacheco Areco        | jornalista, diplomata e presidente do Uruguai                          | Uruguai                | m. 1998     |       |
| 9 de dezembro | Carlo Azeglio Ciampi       | primeiro-ministro de 1993 a 1994 e presidente de Itália de 1999 a 2006 | Itália                 |             |       |
| ??            | Elza Fernandes             | militante política do Partido Comunista Brasileiro                     | Brasil                 | m. 1936     |       |

## Mortes
| Data            | Nome                               | Profissão                                                                         | Nacionalidade | Observações | Ref |
| --------------- | ---------------------------------- | --------------------------------------------------------------------------------- | ------------- | ----------- | --- |
| 21 de fevereiro | Afonso de Bragança, Duque do Porto | último vice-rei da Índia Portuguesa                                               | Portugal      | n. 1865     |     |
| 21 de maio      | Venustiano Carranza                | presidente do México de 1917 a 1920                                               | México        | n. 1859     |     |
| 1 de julho      | Delfim Moreira                     | Vice-presidente do Brasil de 1918 a 1920 e presidente do Brasil de 1918 a 1919    | Brasil        | n. 1868     |     |
| 6 de julho      | Luís Viana                         | magistrado e político brasileiro, Governador da Bahia durante a Guerra de Canudos | Brasil        | n. 1846     |     |